# Districtul Li
Li (în thailandeză ลี้) este un district (Amphoe) din provincia Lamphun, Thailanda, cu o populație de 67.240 de locuitori și o suprafață de 1.701,990 km².

## Componență
Districtul este subdivizat în 8 subdistricte (tambon), care sunt subdivizate în 99 de sate (muban).
| Nr. | Nume      | În thailandeză | Sate | Locuitori |  |
| --- | --------- | -------------- | ---- | --------- |  |
| 1.  | Li        | ลี้              | 17   | 13,463    |  |
| 2.  | Mae Tuen  | แม่ตืน           | 17   | 11,617    |  |
| 3.  | Na Sai    | นาทราย         | 23   | 16,645    |  |
| 4.  | Dong Dam  | ดงดำ           | 6    | 3,128     |  |
| 5.  | Ko        | ก้อ             | 4    | 2,425     |  |
| 6.  | Mae Lan   | แม่ลาน          | 7    | 3,017     |  |
| 8.  | Pa Phai   | ป่าไผ่           | 14   | 9,734     |  |
| 9.  | Si Wichai | ศรีวิชัย          | 13   | 7,869     |  |

The missing number 7 belonged to the abolished tambon Ban Phai.